# 淡輪御陵古墳
淡輪御陵古墳（日语：／ Tannowanisanzaikofun）是位於日本大阪府泉南郡岬町淡輪的一座前方後圓墳，屬於淡輪古墳群。
雖然實際上被葬者不明，但是古墳被宮內廳指定為第11代垂仁天皇皇子五十瓊敷入彥命的陵墓，稱為宇度墓或宇都墓古墳。

## 概要
古墳位於大阪府最南端，鄰接大阪灣的台地，其800以西是日本國史跡墳丘長210米的西陵古墳，加上兩墳之間的西小山古墳，合稱淡輪古墳群。日語原名中的源於，指御陵，古墳現在由宮內廳管理，2014年對墳丘展開了考古調查。
古墳是前方後圓墳，前方部分朝西南偏南，墳丘由3層組成，墳丘長173米，但是推測本來達180米，其南面和北面的中間細部均建有方形的造出，墳丘表面有葺石以及須惠質的圓筒埴輪和形象埴輪（家、盾、蓋和鳥形等埴輪），其中部分埴輪為淡輪獨有，被稱為「淡輪系埴輪」，內部墓室狀況不明。墳丘周圍由雙重周壕所包圍，現存的只有一重，而後圓部分的周壕外圍則有7座陪葬墓，現存的6座同樣由宮內廳管理。
從出土埴輪推斷，古墳建於古墳時代中後期（5世紀後半）約440年至460年之間，建造時間次於同古墳群的西陵古墳，與西小山古墳則是同時期，此古墳的建成也代表著當地興建大型古墳時期的終結。這批古墳的圓筒埴輪與別不同，而相同的有和歌山平野的木之本古墳群（和歌山市木之本），由此可見淡輪古墳群是在紀伊勢力（紀氏）強力參與下而建成的。
1875年3月8日，宮內廳最初指定玉田山五十瓊敷入彥命為宇度墓，但是在1879年2月7日解除，並且於翌年1880年12月28日指定淡輪御陵古墳為五十瓊敷入彥命的陵墓，稱為宇度墓。1981年至1982年，大阪府教育委員在古墳南面鄰接的地方進行考古調查，發現了雙重周壕，1983年為了維修石垣、加設欄柵和進行飛地Ro號的保護工程，宮內廳書陵部進行了事前調查，發現了埴輪，翌年為了維修石垣，宮內廳書陵部監督下進行了調查，再次出土了埴輪，2012年為了去除月壕的泥土，再次在宮內廳書陵部監督下進行了調查，未有發現，兩年後為了進行墳丘的整備工程而再次由宮內廳書陵部進行事前調査，估算了墳丘規模，並且出土了埴輪。

## 規模
古墳的規模如下。
- 墳丘長：173米（推算約180米）
- 後圓部分，3層組成。
  - 直徑：約93米（推算約102米）
  - 高：約13.5米
- 前方部分，3層組成。
  - 闊：約111米（推算約122米）
  - 高：約12.25米
- 造出
  - 南造出，兩層組成。
    - 東西約24米×南北約21米（推算東西約26.7米×南北約21米、高約3.5米）

  - 北造出 ，只剩下一層。
    - 東西約20米×南北約11米

墳丘周圍由水壕包圍，由於長年受其波浪沖擊，部分地方被削去，因此原本的體積應該更大。
3層組成的墳丘的第一和第二層明顯比第三層要高很多，第一層中段為止還是自然形成，其後再在上面堆土建成，而造出也是與墳丘於同一時期建成的，南北兩個造出被指是墓室或用於放置陪葬品，其中南造出在調查中顯示可能曾經當作為祭壇使用。

## 被葬者

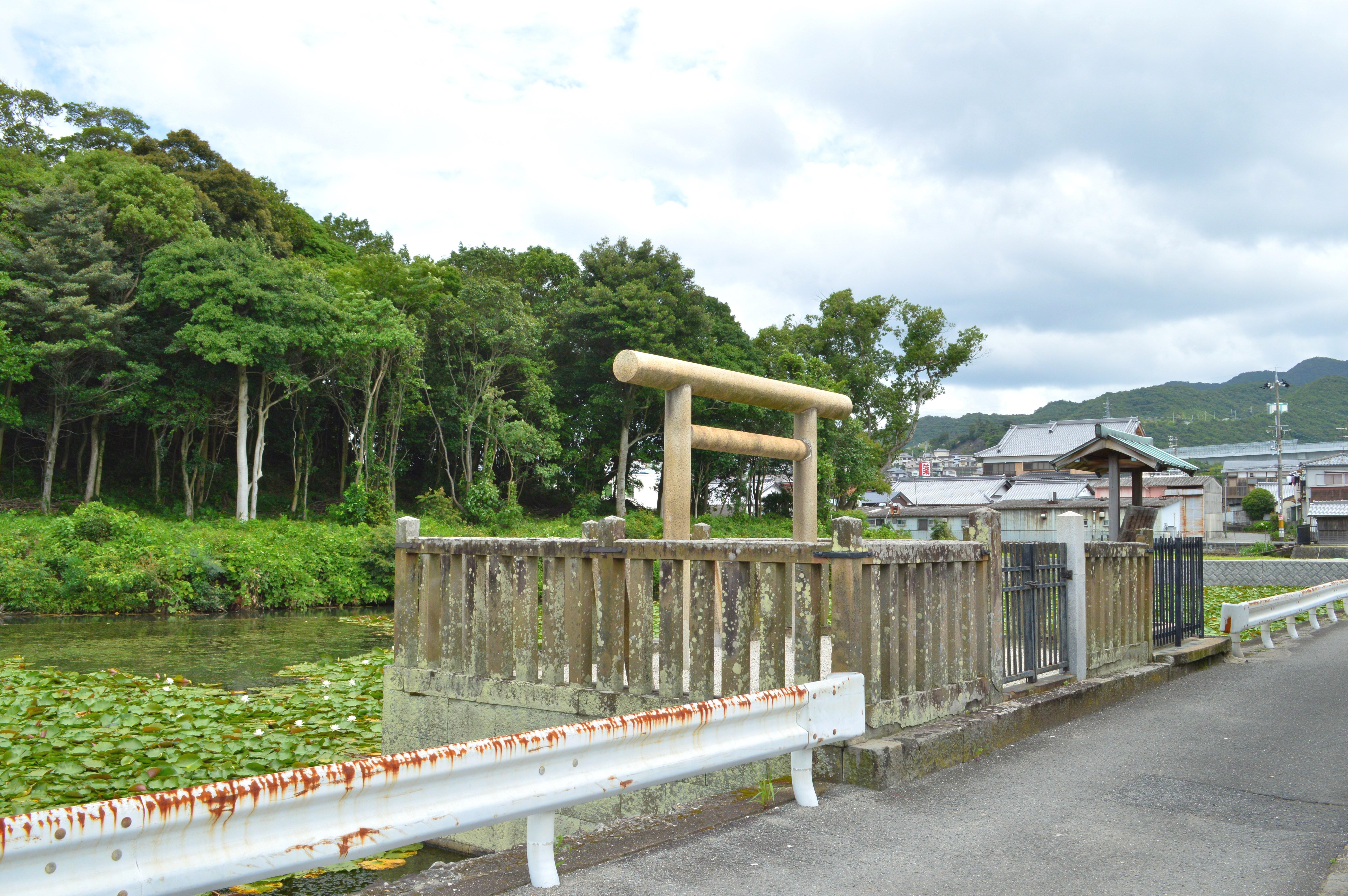
五十瓊敷入彥命宇度墓拜所

按宮內廳的說法，被葬者是第11代垂仁天皇皇子五十瓊敷入彥命。雖然記紀均沒有記載其陵墓位置，但是按《延喜式》諸陵寮記載，其陵墓位於和泉國日根郡，稱為宇度墓，範圍為東西3町×南北3町（約327米×327米），守墓人3名。然而，進入中世後，其具體位置已經無從得知，及至1874年按《泉州志》記載指定了玉田山，後來才改成淡輪御陵古墳。
考古學來說，單憑當地的財力，是難以在岬町興建兩座大型前方後圓墳，因此其興建應與紀伊勢力（紀氏）有關連。尤其是在《日本書紀》雄略天皇9年條中記載了「葬於田身輪邑（たむわのむら，即淡輪村）」，因此也有說法認為此古墳是5世紀中後期武人紀小弓的墓。
另外，《和泉志》也視古墳為紀小弓的墓，《泉州志》則認為古墳與西陵古墓其中一處是紀小弓的墓，另一處則是紀船守的墓，但是紀船守是8世紀的人物，與古墳建造時期並不吻合。

## 外部連結
- 遺跡・旧跡 > 宇度墓古墳 （页面存档备份，存于） - 岬町ホームページ